# Vallási rendőrség
A vallási rendőrség több muszlim országban létező szervezet, amely a vallás előírásainak és a közerkölcs szabályainak betartását ellenőrzi az országos vagy regionális hatóságok nevében, a saría törvényei alapján. Létét általában a hiszba fogalmával igazolják, amely a Koránon alapul, és a muszlimoknak azon kötelességére utal, hogy beavatkozzanak, mikor egy másik muszlim helytelen dolgot követ el. A modern kor előtti iszlámban jogi megvalósítását a muhtaszib (piacfelügyelő) címet viselő hivatalnokra bízták, akinek felügyelete a csalás, a közrend megzavarása és a közerkölcs elleni más kihágások megakadályozása volt. A hivatalt Szaúd-Arábia élesztette fel a modern korban, és intézményesítette bizottság formájában, melyet önkéntesekből álló csapatok segítenek. Hasonló intézmények több más országban is megjelentek. Hatáskörük és kötelességeik országról országra eltérőek, gyakran képezi feladatuk részét az öltözködési szabályok és az imádkozási kötelezettség betartatása másokkal, valamint az alkoholfogyasztás, illetve a muszlim szexuális normáknak ellentmondó viselkedés megakadályozása.
A vallási rendőrség jellegű szervezetek bel- és külföldön is vitákat váltanak ki. Bár a konzervatív közvélemény jellemzően támogatja ezeket az intézményeket, a népesség más szegmensei – tipikusan a liberálisok, a városi nők és a fiatalabbak – rendszerint nem szimpatizálnak velük. 2016-ban a szaúdi uralkodó által hozott reformok nagyban mérsékelték az ország vallási rendőrségének hatáskörét. Hasszán Ruhani iráni elnök szintén kritizálta országa vallási rendőrségét, de az alkotmány értelmében nem áll hatalmában befolyásolni. Nigéria Kano nevű tagállamában feszült a helyzet a vallási rendőrség és az állam rendőrsége között; a közvélemény széles körben elítélt több olyan incidenst, mikor a vallási rendőrség túllépte a hatáskörét.

## Vallási rendőrség az egyes országokban
- Mutavviún, Szaúd-Arábia
- Baszidzs, Irán
- Az Erény Előmozdításának és a Bűn Megelőzésének Bizottsága (Afganisztán)
- Az Erény Előmozdításának és a Bűn Megelőzésének Bizottsága (Szaúd-Arábia)
- Az Erény Előmozdításának és a Bűn Megelőzésének Bizottsága (Gázai övezet)
- A Szövetséges Tartományok Iszlám Vallási Részlege, Malajzia
- Kano Állami Hiszba Testület, Nigéria
- Közszolgálati Rendőrség, Szudán

## Fordítás
Ez a szócikk részben vagy egészben  az   Islamic religious police című angol Wikipédia-szócikk ezen változatának fordításán alapul.  Az eredeti cikk szerkesztőit annak laptörténete sorolja fel. Ez a jelzés csupán a megfogalmazás eredetét és a szerzői jogokat jelzi, nem szolgál a cikkben szereplő információk forrásmegjelöléseként.